# Napola (película)
Napola (título original Napola – Elite für den Führer) es una película alemana de 2004 dirigida por Dennis Gansel. Trata sobre una curiosa historia de amistad entre dos adolescentes, Friedrich Weimer y Albrecht Stein durante su estancia en una Napola (una escuela nacionalsocialista) durante plena Segunda Guerra Mundial. Está protagonizada por Max Riemelt y Tom Schilling. La historia está basada en las vivencias del abuelo del director (Teniente coronel de la Bundeswehr) en una escuela de élite nazi de este tipo.

## Premios
- Festival Internacional de cine de Pyongyang (2006): 
  - Mejor película.
- Premio de Cine de Baviera (2005):
  - Premio al mejor director: Dennis Gansel.
- Deutscher Filmpreis (2004):
  - Premio al mejor guion: Dennis Gansel, Maggie Peren.